# ژانگ گوجون
ژانگ گوجون (انگلیسی: Zhang Guojun؛ زادهٔ ۵ مارس ۱۹۶۳) جودوکار اهل چین بود. وی در بازی‌های المپیک تابستانی ۱۹۸۴ و ۱۹۸۸ شرکت کرده‌است.